# Pakkokuhyus lahirii
Pakkokuhyus lahirii és un gènere d'artiodàctil extint de la família dels helòhids que visqué durant l'Eocè. Se n'han trobat restes fòssils a Myanmar.